# Dansk Annoncørforening
Dansk Annoncørforening er en dansk interesseorganisation, der blev grundlagt i 1947. Foreningen arbejder for at sikre gunstige vilkår for landets annoncører, herunder sikre reklamernes kvalitet og omdømme. Det sker bl.a. gennem rådgivning af medlemmerne samt information og uddannelse. Medlemmerne af Dansk Annoncørforening står for omkring 30 procent af al annoncering i Danmark. Blandt medlemmerne er Carlsberg, Danske Bank, TDC, Unilever, Danske Spil, Coop, DSB og Toyota. 
Dansk Annoncørforening har siden sin stiftelse deltaget i arbejdet med at imødegå useriøse annoncesælgere og fører et register over forlag og telefonsælgere, der anvender ufine salgsmetoder, såkaldte annoncehajer. Registret er godkendt af Datatilsynet.
Foreningen samarbejder med en række beslægtede foreninger og er medlem af World Federation of Advertisers (en).